# Tub de respirat

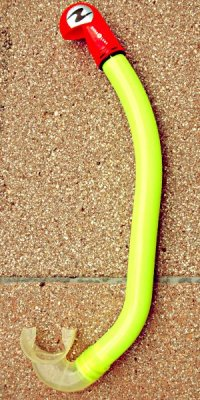
Tub de respirat pentru scufundări libere

Tubul de respirat, (germ.: "Schnorchel", citit "șnorhel"), este un instrument simplu dar indispensabil pentru scufundare superficială, cu ajutorul căruia la înot de suprafață, înotătorul sau scufundătorul evită efortul de a scoate capul din apă pentru a respira. Poate fi folosit complementar și la scufundarea autonomă cu aer comprimat, pentru economisirea aerului din butelii, pe timpul parcursului la suprafața apei.
Tubul de respirat este utilizat, într-o formă sau alta, de peste 2.000 de ani, dar abia în zilele noastre este utilizat împreună cu vizorul. Tubul de respirat astăzi clasic este format dintr-o țeavă îndoită și o piesă bucală numită și muștiuc. Sub forma modernă a fost inventat în 1935 de francezul Philippe Tailliez dintr-o bucată de furtun de stropit și dintr-un muștiuc de cauciuc.

## Tipuri
Astăzi există o mare varietate de tuburi de respirat: cu sau fără supapă, simple sau duble etc. Din punct de vedere al tipului scufundării la care sunt utilizate, există două categorii de tuburi de respirat:
- tuburi de respirat pentru scufundări libere (în apnee);
- tuburi de respirat pentru scufundări autonome cu aer comprimat.

Tubul pentru scufundări libere este mai rigid și confecționat din material plastic sau metal. Cel pentru scufundări cu aer comprimat este prevăzut cu un racord de cauciuc gofrat ce permite muștiucului să cadă afară din gură pentru a fi înlocuit cu piesa bucală a  detentorului.

## Caracteristici
La alegerea unui tub de respirat trebuie ținut cont de două caracteristici: rezistența la respirație (trecerea aerului) și confortul respirator. Lungimea tubului nu poate depăși 30 ... 35 cm, deoarece o diferență prea mare dintre presiunea apei la nivelul plămânului și presiunea atmosferică, face respirația dificilă sau chiar imposibilă. S-a constatat că la întrebuințarea unui tub lung de 60 cm, după 4-5 minute de scufundare survin la nivel pulmonar deteriorări serioase. Diametrul optim al tubului de respirat este în jur de 20 mm. Un diametru mai mic creează, nefavorabil, o rezistență aerodinamică mai mare la inspirație, iar un diametru mai mare al tubului ar favoriza acumularea de dioxid de carbon. Alegerea unui tub de respirat cu diametru optim va conduce la o respirație mai eficientă și la o golire mai bună a apei din tub. 
La alegerea tubului de respirat trebuie încercat și muștiucul, mai concret, să se verifice practic potrivirea lui la persoană. Un muștiuc care nu se potrivește conformației bucale a scafandrului poate fi (deveni) foarte inconfortabil la folosirile de durată. Muștiucurile pot fi de mai multe mărimi, forme și flexibilități, scafandrul trebuind să-și aleagă, prin încercări, muștiucul cel mai potrivit.

## Utilizare
Tubul de respirat se poartă sub bareta vizorului sau într-un dispozitiv de prindere special. De obicei, tubul de respirat se poartă pe partea stângă a corpului, pentru a nu se încurca cu furtunul detentorului cu două trepte, aflat în partea dreaptă. La scufundătorii liberi, tubul de respirat poate fi purtat și în partea dreaptă. Cu ajutorul tubului de respirat se poate înota la suprafață fără a ridica capul deasupra apei pentru a respira. Capul poate rămâne scufundat sub apă pentru perioade lungi de timp, iar corpul stă relaxat având o flotabilitate pozitivă maximă. În acest fel, se poate sta la suprafața apei nemișcat, respirând prin tub, fără vreun alt efort. Tubul de respirat este folosit și de scafandrii autonomi cu aer comprimat. Aceștia pot respira prin tub pentru a economisi aer în timpul înotului la suprafață, spre și de la locul scufundării sau deasupra unei zone de scufundare.
În momentul pătrunderii sub apă, aerul din tub iese în mediul acvatic exterior, iar apa din exterior pătrunde în tub. La ieșirea la suprafața apei, pentru a vida tubul de apa din interior, se pot folosi două metode:
- Vidarea tubului prin metoda suflării apei . Această metodă este cea mai cunoscută și folosită. La suprafața apei se expiră puternic în tub forțând apa să iasă din acesta. Dacă prima suflare nu a fost de ajuns, se inspiră cu precauție aer prin tub și se repetă suflarea cu forță.
- Vidarea tubului prin metoda alunecării apei în jos. Aceasta este metoda cea mai simplă de învățat și practicat. În momentul ridicării spre suprafață, se privește în sus astfel încât partea liberă a tubului să se situeze mai jos de nivelul gurii. Înainte de ieșirea la suprafață, se expiră ușor în tub. Poziția cu capul pe spate este menținută până când bărbia și partea liberă a tubului ies la suprafață, după care se poate inspira și relua poziția normală a capului.